# Lars Halvorsen Sons
Lars Halvorsen and Sons est une entreprise australienne de construction navale de bateaux de plaisance, décrite comme « l’un des [noms] les plus célèbres de l’ingénierie maritime australienne ».

## Origines
Halvorsen Boats remonte à 1887 lorsque Halvor Andersen, un agriculteur, a lancé sa première embarcation en bois près d’Arendal dans le sud de la Norvège. Son fils Lars a suivi les traces de son père et est devenu constructeur de bateaux. Lars ait perdu sa fortune dans la récession qui a suivi la Première Guerre mondiale, avec le naufrage de son voilier Nidelv qui n’était pas assuré (le premier de ses voyages à ne pas être assuré). Après cela, en 1922 Lars a déménagé de Norvège au Cap, en Afrique du Sud, pour tout recommencer. Lars a bâti une entreprise prospère de construction et de réparation de bateaux mais, avec cinq fils, il a réalisé qu’il n’y aurait pas assez de demande en Afrique du Sud pour créer l’entreprise familiale qu’il envisageait.

## Historique
Lars et son fils aîné Harold déménagent à Sydney, en Australie, à la fin de l’année 1924, et le reste de la famille arrive à la fin du mois de décembre. De 1925 à 1976, l’entreprise familiale a construit 1 299 embarcations. La première, le Sirius, à partir d’une cale de halage à Drummoyne, puis à partir de chantiers à Neutral Bay, avant de déménager dans des locaux plus grands à Ryde. Leurs compétences ont fait du nom Halvorsen un synonyme australien de qualité et de style.
Pendant la Seconde Guerre mondiale, de nombreux bateaux de plaisance construits par Halvorsen ont servi dans la Volunteer Coastal Patrol (patrouille côtière volontaire) et plus tard dans la Naval Auxiliary Patrol (patrouille navale auxiliaire). Huit de leurs plus grands yachts de luxe (les Penelope, Miramar, Nereus, Sea Mist, Silver Cloud, Steady Hour, Toomaree et Winbah) ont été commissionnés dans la Royal Australian Navy en tant que Channel Patrol Boats (patrouilleur de chenal) et ont fait partie de la « Hollywood Fleet » à Sydney,. Les Halvorsen ont construit plus de 250 bateaux pour les forces armées américaines, néerlandaises et australiennes, employant un personnel de plus de 350 ouvriers Pendant la Seconde Guerre mondiale, 178 navires de sauvetage air-mer Halvorsen ont été construites. Les Halvorsen ont également construit 16 chaloupes à moteur Fairmile type B de 112 pieds pour l’effort de guerre. Celles-ci ont servi activement dans le nord de l’Australie et dans la région de la Nouvelle-Guinée.
Lorsque Lars mourut en 1936, sa famille (y compris sa veuve, Bergithe, et ses filles) sa partagea la propriété de l’entreprise, à parts égales. Son fils aîné Harold a pris la relève en tant que directeur général de la société nouvellement créée, Lars Halvorsen Sons Pty Ltd, et il a continué à être le concepteur de la plupart des navires de guerre ainsi que des navires commerciaux et des bateaux de plaisance, tandis que ses quatre frères ont pris la responsabilité d’autres domaines de l’entreprise. En reconnaissance de sa contribution à l’effort de guerre, Harold a reçu la médaille de l'Ordre d'Australie en 2000. Auparavant, Carl Halvorsen avait été fait chevalier de première classe de l’Ordre royal norvégien du Mérite par le roi Harald V en 1991. D’autres membres de la famille ont reçu la Médaille australienne des Sports (médaille sportive australienne).
Après la Seconde Guerre mondiale, la société a pris un bail à Bobbin Head situé au nord de Sydney dans le parc national Ku-ring-gai Chase. La famille a construit une flotte de bateaux de location. L’exploitation de bateaux de location est devenue la plus grande flotte privée de l’hémisphère sud de son époque. Le 9 avril 2000, quatre-vingt-dix de leurs bateaux classiques ont organisé une régate sur la rivière Hawkesbury pour marquer le 75e anniversaire de l’arrivée de la famille en Australie et le 90e anniversaire de Harold Halvorsen. Harold mourut en novembre de la même année.

### Coupe de l’America
En 1962, Lars Halvorsen Sons construit le yacht de 12 mètres Gretel pour Frank Packer, le premier challenger australien pour la Coupe de l'America. Magnus et Trygve Halvorsen ont participé au défi, Trygve devenant le manager de l’équipe.

### De Sydney à Hobart
En 1963, 1964 et 1965, Trygve et Magnus Halvorsen, en tant que skippers conjoints, ont remporté trois courses de Sydney à Hobart, à handicap, en naviguant à bord du Freya, conçu par Trygve et construit par Lars Halvorsen Sons. En 2019, cet exploit n’avait pas été égalé.

### Expansion mondiale
Dans les années 1960, le fils de Harold, Harvey Halvorsen, est devenu le concepteur de l’entreprise et, en 1975, il a créé Kong & Halvorsen Marine & Engineering Company (une coentreprise entre Lars Halvorsen Sons et Joseph Kong, ancien directeur général d’American Marine Company) à Hong Kong pour concevoir, construire et commercialiser une nouvelle gamme de bateaux de plaisance dans le monde entier. Au cours des deux décennies suivantes, des centaines d’embarcations allant de 9,1 à 40,8 m ont été construites sous les marques Kong & Halvorsen, Island Gypsy et Halvorsen.
Plus de 900 bateaux Halvorsen ont été construits en Chine et exportés dans le monde entier. En 2000, le contrat de 20 ans de Kong & Halvorsen Marine avec le gouvernement chinois a expiré et l’usine a été fermée. Cependant, Harvey et son fils Mark Halvorsen ont continué à construire des bateaux en passant des contrats à des chantiers approuvés où ils ont lancé deux nouveaux modèles supplémentaires, le Gourmet Cruiser et le Solo, un navire à passagers.

## Présent
En 2004-05, le Musée national de la marine de Sydney a organisé une exposition sur Halvorsen Boats intitulée « Dream Boats and Work Boats – The Halvorsen Story ». Mark Halvorsen est propriétaire de Halvorsen Boat Sales à Sydney, en Australie, qui est en grande partie devenue une entreprise d’importation de bateaux et qui est spécialisée dans la restauration de bateaux Halvorsen vintage. Mark conçoit toujours et fait construire ses bateaux dans divers chantiers du sud de la Chine. Son père Harvey a vendu la marina familiale en Australie en juillet 2006. Harvey Halvorsen est décédé en mars 2021.

## Dans la culture populaire
Un yacht Kong & Halvorsen Motor de 134 pieds (41 m) appelé Yecats est apparu dans le film Un couple à la mer de 1987 avec Kurt Russell et Goldie Hawn. Le même bateau rebaptisé Attessa est apparu dans le film Proposition indécente de 1993 avec Woody Harrelson, Robert Redford et Demi Moore.
Le Kangaroo de 36 pieds (11 m) apparaît périodiquement dans la série télévisée australienne Home and Away sous le nom de The Blaxland.

## Collection de yachts
Voici quelques-uns des yachts de la collection Halvorsen :
- Gourmet Cruiser
- Solo
- Island Gypsy
- Halvorsen